# Acanthochelys radiolata
Espèce
Synonymes
- Emys radiolata Mikan, 1820
- Platemys gaudichaudii Duméril & Bibron, 1835
- Platemys werneri Schnee, 1900
- Platemys radiolata quadrisquamosa Luederwaldt, 1926

Statut de conservation UICN

 NT  : Quasi menacé
La Platémyde radiolée (Acanthochelys radiolata) est une espèce de tortue de la famille des Chelidae.

## Répartition
Cette espèce est endémique du Brésil. Elle se rencontre dans les États d'Alagoas, de Bahia, d'Espírito Santo, du Mato Grosso, du Minas Gerais, de Rio de Janeiro, de São Paulo et du Sergipe.

## Publication originale
- Mikan, 1820 : Delectus Florae et Faunae Brasiliensis. Vindobonae, Antonii Strauss (texte intégral).